# Jürgen Moltmann
Jürgen Moltmann (Hamburg, 8. travnja 1926. – Tübingen, 3. lipnja 2024.) bio je njemački teolog, poznat je kao začetnik dva teološka pravca koja i danas imaju veliki utjecaj na teologiju: teologija nade i teologija križa. Pripada Reformiranoj evangeličkoj Crkvi.

## Kratak životopis
Kao mladić, želio je postati matematičar i atomski fizičar, o teologiji nije ni sanjao, to je bilo sasvim strano njemu i njegovim interesima. To nije niti najmanje čudno, jer i sam više puta spominje kako potječe iz jedne liberalne obitelji, u kojoj se više proučavalo Lessinga, Goethea i Nietzchea, negoli Bibliju ↓1. Kršćanstvo i Crkva bili su mu slabo poznati. Iz takvog okruženja, kao sedamnaestogodišnjak odlazi u vojsku, te je nakon dvije godine na bojištu, tj. 1945. god. i zarobljen. Tada prolazi teško razdoblje svog života, po koncentracijskim logorima u Belgiji i Švicarskoj. No, to teško razdoblje istovremeno je i milosno razdoblje, počinje dublje razmišljati o vjeri i kršćanstvu. To razdoblje svakako možemo smatrati prijelomnim razdobljem njegovog vjerničkog života, tu se „rađa“ Moltmann kao vjernik. Ratne strahote i ratna razaranja koji su bili prisutni u tom okruženju čovjeka ne mogu ostaviti ravnodušnim. Kući se vraća nakon pet godina po raznim ratištima i koncentracijskih logorima, kao kršćanin i s odlukom da studirajući teologiju bolje upozna vjeru i njezinu snagu iz koje izvire nada koja mu je spasila život ↓2.  
Teološki studij započinje u Göttingenu. U to vrijeme oduševljavala ga je biblijska teologija Gerharda von Rada i Ernsta Käsemanna, dogmatika Karla Bartha i posebice teologija apostolata nizozemskog teologa Arnolda van Rulera koji ga je i potaknuo na razmišljanje o eshatologiji i kršćanskom poslanju u svijet ↓3.  Godine 1956. diplomirao je teologiju i odlazi u pastoralni rad, te je pet godina bio pastor jedne evangeličke zajednice u Bremenu. No, istovremeno je i na poslijediplomskom studiju, te je 1957. godine doktorirao. Godinu poslije odlazi iz Bremena, te postaje docentom i predaje teologiju, najprije u Wuppertalu, a zatim na sveučilištu u Bonnu. Od 1967. godine profesor je sustavne teologije u Tübingenu. No, sveučilišna karijera zapravo je za njega značila nastavak pastoralnog djelovanja; nikada nije želio biti onaj koji predaje teorijsku teologiju, nego uvijek nastoji prenijeti konkretno teološko naučavanje u praksi, tzv. praktičnu teologiju ↓4. 

## Teološka misao
Nakon odlaska velikih protestantskih teologa učitelja, kao što su Karl Barth, Rudolf Bultmann, Paul Tillich i Dietrich Bonhoeffer, Moltmann preuzima vodstvo. Mnogi ga smatraju pretečom jednog novog protestantizma, teologom koji je ugrozio primat i samog Bultmanna u protestantskoj teologiji ↓5. 
Radeći na obnovi teologije, Moltmann je uvijek pokušava približiti konkretnom čovjeku koji živi ovdje i sada, u konkretnom životu na konkretnom mjestu i u konkretnoj povijesti. Pokušava da današnja teologija bude blizu današnjoj kulturi i današnjem čovjeku. U svemu tome nudi tri ključa za iščitavanje teologije: eshatološki (teologija nade), staurološki (teologija križa) i politički ključ (teologija revolucije). Slobodno se može reći da Moltmannu pripada „očinstvo“ dvama teološkim pravcima koji su imali i još uvijek imaju veliki utjecaj na današnju teologiju uopće, i protestantsku i katoličku, a to su teologija nade i teologija križa ↓6.  
Profesor dr. sc. Ivan Karlić, jedan od najvećih, ako ne i najveći, poznavatelja Moltmannove teologije u Hrvatskoj, razvoj teološke misli Jürgena Moltmanna dijeli u tri etape ↓7: 
1.	Čitava teologija u jednoj žarišnoj točki, što je vidljivo u knjigama: Teologija nade ↓8, Raspeti Bog ↓9  i Crkva u snazi Duha ↓10.
2.	Teologija u pokretu, dijalogu i konfliktu, što bi bila faza autokritike i plodnog oslobađanja. U ovoj fazi Moltmann proširuje svoje teološke horizonte kroz dijalog s različitim teološkim pokretima, kroz ekumenski dijalog i kroz teološke kontroverzije u Drugom (Mađarska i Rumunjska) i Trećem svijetu. 
3.	Dio kao doprinos „Svemu“; u ovoj fazi Moltmann ne gleda na teologiju iz samo jedne žarišne točke nego svoje spise stvara i shvaća kao pojedinačne doprinose svekolikoj sustavnoj teologiji. U ovoj fazi nastaju djela: Trojstvo i kraljevstvo Božje ↓11, Bog u stvaranju ↓12, Put Isusa Krista ↓13, U povijesti trojedinoga Boga ↓14, Duh života ↓15  i Tko je Krist za nas danas? ↓16

## Čitava teologija u jednoj žarišnoj točki

### Teologija nade
Poticaj na razmišljanje o kršćanskoj vjeri u perspektivi nade Moltmann je dobio od filozofije nade, došavši u dodir s djelom Princip nade njemačkog filozofa Ernsta Blocha. Zanimljivo je, ali i čudno, da je kršćanska teologija gotovo potpuno „zaboravila“ tematiku nade u svom promišljanju, tematiku koja je u svojoj biti originalno kršćanska i koja je kao takva bila prisutna u prvoj Crkvi. Iako mu je Bloch bio poticaj, Moltmann nije postao njegov sljedbenik, niti je „pokrstio“ njegov princip nade, nego paralelno razvija kršćansko teološko razmišljanje o nadi, temeljeći se na kršćanskim, a ne materijalističkim pretpostavkama. Moltmann i Bloch na određeni način dijalogiziraju, a taj dijalog zapravo se svodi na pokušaj odgovora na pitanje: Na čemu se temelji naša nada, nada za čovječanstvo, nada u budućnost koja je već počela? Za Blocha, nada se temelji na modernom ateizmu i materijalizmu; proces hoda prema budućnosti je proces materije koja u čovjeku ima svoj vrhunac, te stoga samo ateizam i materijalizam mogu motivirati nadu u čovjeku. Moltmann je teolog, on kreće od Boga: nada se temelji na vjernosti Onoga koji je uskrisio Isusa Krista od mrtvih i upravo uskrsnuli Isus Krist je nada za sve ljude. Dakle, Moltmann promišlja kao teolog i, premda potaknut od Blocha, razmišlja o nadi unutar teoloških, a ne toliko filozofskih vidika. Moltmann naglašava da nada nije neki dodatak kršćanskoj vjeri i teologiji, nego ulazi u njezinu temeljnu strukturu. Nada je nada vjere; nada definira vjeru, a ne obratno; strukturalno, prije dolazi vjera, koja vezuje čovjeka uz uskrslog Krista; tek potom dolazi nada koja toj vjeri otvara vidike budućeg života u Kristu i bez koje vjera ne bi mogla preživjeti. Drugim riječima, u dijalektičkom odnosu između njih, vjera je prius (kao polazišna točka), ali primat pripada nadi, i zato je baš nada temeljni teološki princip ↓17. 
Prvotna zadaća teologije nije razmišljanje o vjeri, nego baš razmišljanje o nadi: vjernik kršćanin pozvan je odgovoriti svakome i iznijeti motive za nadu koja je u njemu. Moltmannovoj teologiji nade bilo je prigovoreno da je prilično apstraktna, da donosi malo konkretnoga za kršćanski život i za konkretno ponašanje u životu. Stoga je on nastavio svoja promišljanja kao meditaciju o praksi nade i pridružio se programu tzv. „političke teologije“ koja se tih godina rađala od strane katoličkog teologa Johanna Baptista Metza. Prema Moltmannu, kršćanska nada mora biti kreativna, mora se zalagati za drugačiju (pravedniju) sadašnjost, za oslobađanje čovjeka i na socijalnom i na političkom planu ↓18. 

### Raspeti Bog (Teologija križa)
Temelj kršćanske nade je uskrsnuće na križ raspetoga Isusa Krista. Teološki se taj temelj može gledati i obrnuto: u perspektivi križa uskrslog Krista. Premda se može imati dojam da teologijom križa Moltmann potpuno mijenja pravac u odnosu na teologiju nade, to je samo privid, jer teologija križa je druga strana medalje teologije nade; ne radi se dakle o mijenjanju pravca, ili čak vraćanju unatrag, nego baš o produbljivanju teologije i kristologije. Bilo je važno napraviti ovaj korak naprijed u odnosu na teologiju nade, jer uskrsnuće se ne odnosi na bilo kojeg čovjeka, nego upravo na onoga koji je bio raspet i umro na križu, Isusa iz Nazareta; Uskrsli nije nitko drugi do Raspeti. Osim toga, Kristovo uskrsnuće ne anulira križ, nego ga ispunja eshatološkim značenjem, te stoga i nije moguće odvajati križ od uskrsnuća ↓19.
Križ vidi kao posljedicu određenog Isusovog ponašanja, propovijedanja i svakodnevne prakse. Utvrđuje najmanje tri dimenzije tih uzroka: religioznu, socijalno političku i teološku: Nazarećanin je bio osuđen kao bogohulnik od strane židovskih vlasti i čuvara Zakona (religiozni uzrok), kao politički huškač od strane rimskih okupacijskih vlasti (socijalno politički uzrok), a umro je i kao „napušten od Boga“ (teološki uzrok). Uzimajući između ostalog u obzir i političku dimenziju Isusovog života i smrti, Moltmann je mišljenja da je potrebno u kršćansku vjeru i kristologiju unijeti „političku teologiju križa“. Smatra da sjećanje na Isusa treba nadahnjivati kršćane da se što više zauzimaju za političku teologiju koja bi bila kritika i prema državi, i prema društvu, i prema Crkvi. Ovakav način govora vodi Moltmanna (ne bez utjecaja latinoameričke teologije oslobođenja) na tematiku nasljedovanja Isusa: kršćani kao Isusovi nasljedovatelji, trebaju se nadahnjivati na Isusovom konkretnom životu, ponašanju i djelovanju, trebaju se pozivati na Isusovo političko razapinjanje i na njegovo uskrsnuće, kako bi izvukli pouke za današnje vrijeme i za današnji život ↓20.  

### Crkva u snazi Duha
Pojedini teolozi upućivali su (s pravom) kritike Moltmannu da u svojoj teologiji „zaboravlja“ naučavanje o Duhu Svetom; čak i kada govori o trinitarnoj teologiji križa, on zapravo ne ide dalje od „binitarne“ teologije, jer govori uglavnom samo o Bogu Ocu i njegovom Sinu Isusu Kristu. Svjestan tog nedostatka, Moltmann je izdao svoje novo djelo, Crkva u snazi Duha, u kojoj izlaže naučavanje o Crkvi (ekleziologija) i sakramentima (sakramentologija) u perspektivi Duha Svetoga (pneumatologija) ↓21. Prema Moltmannu, četiri su temeljne dimenzije Crkve: kristološka, misionarska, ekumenska i politička.

## Teologija u pokretu, dijalogu, konfliktu
Druga faza Moltmannova teološkog rada i razmišljanja odnosi se na njegovo sudjelovanje u različitim teološkim pokretima 1960-ih i 1970-ih godina prošlog stoljeća, te na dijalozima koji su tada vođeni unutar kršćanskih Crkava (ekumenski dijalozi) i na međureligijskom nivou, kao i na dijalozima s različitim filozofskim i ideološkim usmjerenjima. Sudjelovanje u svemu tome pomoglo je Moltmannu da proširi svoje teološke vidike i da razvije svoj teološko kritički stav u odnosu na svijet u kojemu živi ↓22. 
U teologiji su uvijek postojale različite „škole“ u kojima su se razvijale ideje pojedinih velikih teologa, voditelja ili začetnika tih škola. Primjer su: škola Tome Akvinskog, Bonaventurina škola, Rahnerova škola, itd. Moltmann smatra da se teologija ne može toliko razvijati i produbljivati unutar tih škola koliko to može ostvariti preko različitih pokreta, dijaloga i konflikata, preko kojih se dolazi u dodir s drugim, s nepoznatim, često i s „neprijateljem“; na taj način ne samo da se mogu proširiti određeni teološki vidici, nego se mogu iskusiti i osobna ograničenja, te otkriti nove, aktualne problematike i pitanja na koja treba dati odgovore ↓23.

## Dio kao doprinos „Svemu“
U ovoj fazi svog rada Moltmann ne razmišlja o teologiji temeljeći se na jednoj žarišnoj točki, nego nastoji da njegovi spisi budu doprinos svekolikoj sustavnoj teologiji. Tada i nastaju njegova djela: Trojstvo i Kraljevstvo Božje, Bog u stvaranju, Put Isusa Krista, U povijesti trojedinog Boga, Duh života i Tko je Isus Krist za nas danas?. Radi se zapravo o dijaloškoj teologiji koju on želi razviti i prožeti je ekumenskim duhom ↓24.

## Teološke perspektive
Osnovne misli svakog dobro teološkog sustava daju se prikazati na jednoj stranici, ustvrdio je Moltmann ↓25,  a nacrt svoje teologije sažeo je u par natuknica: biblijski utemeljena, eshatološki usmjerena, politički odgovorna, dijaloški otvorena, ponikla iz boli i radosti zbog samog Boga, teologija u trajnom čuđenju ↓26.  Teologijom se, prema Moltmannu, ne može baviti podijeljena srca ili usput, nego u potragu za spoznajom Boga treba unijeti svu svoju egzistenciju i onda kad on sakrije svoje lice. To je Moltmann i učinio. Bog mu je strast, muka i užitak života. ↓27

## Odnos prema moderni
Richard Bauckham, jedan od najboljih poznavatelja teološke misli Jürgena Moltmanna ovako promišlja o njegovom odnosu prema moderni:
„On [Moltmann] je želio pokazati kako moderno iskustvo povijesti kao procesa neprestane i radikalne promjene koje se nada pronaći novu budućnost Crkva ne treba odbaciti, jer bi time kršćanstvo stajalo uz reakcionarni tradicionalizam, niti ga Crkva treba ignorirati, jer bi time kršćanstvo predstavljalo povlačenje iz povijesti u čisto subjektivnu vjerodostojnost. Eshatološko usmjerenje biblijske kršćanske vjere prema budućnosti omogućuje, štoviše obvezuje, Crkvu da se uhvati u koštac s mogućnostima promjene u modernom svijetu, da ih promiče usprkos svim tendencijama k stagnaciji, te im pruži eshatološko usmjerenje prema budućem Kraljevstvu Božjem. Evanđelje se danas pokazuje relevantnim i vjerodostojnim upravo kroz eshatološku vjeru koja tvrdi da se istina nalazi u budućnosti te se dokazuje mijenjajući sadašnjost u smjeru njezine budućnosti.“ ↓28 
U tekstu ovog vrsnog poznavatelja Moltmannove misli pronalazimo tri bitna svojstva ranog Moltmanna. Prvo, on se smatrao teologom moderne; shvaćao je svoje teološko promišljanje kao pokušaj da se kršćanska vjera pokaže vjerodostojna u okvirima moderne čija je glavna značajka naglasak na povijesnom procesu i optimističnoj potrazi za boljom budućnosti. Drugo, poput same moderne, Moltmann je bio oduševljen tzv. novim mogućnostima, stalnom i radikalnom promjenom, kretanjem prema cilju, te je želio tumačiti kršćansku tradiciju u skladu s tim. Nada treba biti središnja kategorija kršćanske teologije, tvrdio je, jer je usmjerenost prema budućnosti odredbena značajka moderne. I obratno, usmjerenost moderne prema budućnosti, koja je često izražavana i u nekršćanskim i čak implicitno ili eksplicitno antikršćanskim pojmovima, je sekularni oblik izvorno kršćanske nade ↓29.  Treće, iako se na nekim mjestima čini da postoji znak jednakosti između snage Moltmannovog predanja kršćanskoj vjeri i moderni, prvenstvo ipak ima predanje kršćanskoj vjeri. On ne nudi religijsku legitimaciju projekta moderne, već pokazuje kako je kršćanska vjera društveno relevantna u kontekstu moderne ↓30. 
Govor o teološkoj misli Jürgena Moltmanna najbolje je zaključiti njegovim predivnim promišljanjem o tome što zapravo znači biti teolog:
„Jednostavno je, no i istinito, reći da teolog ima jedan jedini problem: Boga. Mi smo teolozi zbog Boga; ako to nismo, tada se ne bismo smjeli uopće zvati teolozima. Bog je naš ponos. Bog je naša patnja. Bog je naša nada." ↓31

## Vanjske poveznice
- Jürgen Moltmann na enciklopediji teologije

- Jürgen Moltmann na tyndale.ca  Arhivirana inačica izvorne stranice od 26. srpnja 2012. (Wayback Machine)

- Jürgen Moltmann na people.bu.edu  Arhivirana inačica izvorne stranice od 28. rujna 2012. (Wayback Machine)